# Jorge Mencía
Jorge Mencía Zaroza (9 agosto 1990) è un pallavolista cubano naturalizzato portoricano, opposto dei Mets de Guaynabo.

## Carriera

### Club
La carriera di Jorge Mencía inizia nei tornei amatoriali cubani, quando entra a far parte della formazione provinciale di Sancti Spíritus, dove gioca fino al 2009. Dopo due anni di inattività, lascia Cuba per poter iniziare la carriera professionistica all'estero, approdando nella stagione 2011-12 nella Liga de Voleibol Superior Masculino, dove gioca per due annate coi Changos de Naranjito, acquisendo la nazionalità sportiva portoricana.
Nella stagione 2013-14 passa ai Maratonistas de Coamo, dove, nonostante una media di 35 punti a partita, non riesce a trascinare la sua franchigia oltre l'ultima posizione in classifica, lasciando la squadra a stagione in corso, trasferendosi nel mese di dicembre al Qatar SC, dove completa l'annata.
Ritorna in Porto Rico per il campionato 2014, nel quale veste la maglia dei Mets de Guaynabo, giocando come schiacciatore e spingendosi fino alle finali scudetto; al termine degli impegni con la franchigia, approda in Indonesia, dove gioca col Jakarta BNI, classificandosi al quarto posto in Proliga. Nel campionato seguente difende i colori degli Indios de Mayagüez, per poi andare a giocare in Libano nel Tannourine.
Nella stagione 2016-17 ritorna in Porto Rico agli Indios de Mayagüez; conclusi gli impegni con la franchigia, questa volta si reca in Cina, dove difende i colori del Guangdong. Per la stagione seguente ritorna a giocare con gli Indios de Mayagüez; dopo la chiusura anticipata del campionato, nel gennaio 2018 si accasa in Turchia, dove partecipa alla Voleybol 1. Ligi col Tokat, centrando la promozione in Efeler Ligi. Nella LVSM 2018 difende i colori dei Llaneros de Toa Baja.
Dopo un'esperienza in Arabia Saudita con l'Al-Ittihad, torna a vestire la maglia degli Indios de Mayagüez nella Liga de Voleibol Superior Masculino 2019. In seguito partecipa allo NVA Showcase 2020 con gli Utah Stingers, conquistando il torneo, e alla NVA 2021: dopo questa esperienza negli Stati Uniti d'America, fa ritorno alla franchigia di Guaynabo per la Liga de Voleibol Superior Masculino 2021. Disputa anche la NVA 2022 con gli Utah Stingers, facendo quindi ritorno ai Mets de Guaynabo per la Liga de Voleibol Superior Masculino 2022, aggiudicandosi lo scudetto.
Partecipa anche alla NVA 2023 coi soliti Utah Stingers, approdando nel corso della Liga de Voleibol Superior Masculino 2023 ai Mets de Guaynabo. Dopo aver partecipato alla NVA 2023 nuovamente con gli Utah Stingers, è di scena nella Liga de Voleibol Superior Masculino 2024 coi Mets de Guaynabo.

### Nazionale
Fa parte della nazionale Under-21 cubana, aggiudicandosi la medaglia d'oro al campionato nordamericano 2008 e partecipando al campionato mondiale 2009.

## Palmarès

### Club
- NVA Showcase: 1

2020
- Campionato portoricano: 1

2022

### Nazionale (competizioni minori)
- Campionato nordamericano Under-21 2008